# Chatfield (Ohio)
Chatfield es una villa ubicada en el condado de Crawford en el estado estadounidense de Ohio. En el Censo de 2010 tenía una población de 189 habitantes y una densidad poblacional de 243,24 personas por km².

## Geografía
Chatfield se encuentra ubicada en las coordenadas 40°57′7″N 82°56′29″O / 40.95194, -82.94139. Según la Oficina del Censo de los Estados Unidos, Chatfield tiene una superficie total de 0.78 km², de la cual 0.78 km² corresponden a tierra firme y (0%) 0 km² es agua.

## Demografía
Según el censo de 2010, había 189 personas residiendo en Chatfield. La densidad de población era de 243,24 hab./km². De los 189 habitantes, Chatfield estaba compuesto por el 97.35% blancos, el 0% eran afroamericanos, el 0.53% eran amerindios, el 0% eran asiáticos, el 0% eran isleños del Pacífico, el 0% eran de otras razas y el 2.12% pertenecían a dos o más razas. Del total de la población el 1.59% eran hispanos o latinos de cualquier raza.